# 원서희
원서희는 대한민국의 영화배우다. 2019년 영화 《애인: 친구의 딸》로 데뷔했다.

## 영화
- 애인: 친구의 딸 (2019)
- 아내의 동창회2 (2019)
- 내 여자의 남자들 (2019)
- 여자 동창생들 (2019)
- 친구부부 (2019)
- 누드모델의 목적 (2020)
- 춘사월의 정사 (2020)